# Liste der Kulturdenkmäler in Falkenstein (Pfalz)
In der Liste der Kulturdenkmäler in Falkenstein sind alle Kulturdenkmäler der rheinland-pfälzischen Ortsgemeinde Falkenstein aufgeführt. Grundlage ist die Denkmalliste des Landes Rheinland-Pfalz (Stand: 27. November 2018).

## Denkmalzonen
| Bezeichnung                               | Lage                                | Baujahr | Beschreibung | Bild                           |
| ----------------------------------------- | ----------------------------------- | ------- | --- | ------------------------------ |
| Denkmalzone Burgruine Falkenstein         | Hauptstraße Lage                    | um 1125 | Stammburg einer Seitenlinie der Herren von Bolanden, eventuell um 1125 gegründet, 1647 zerstört, nach Wiederaufbau 1668 zerstört; langgestreckte Anlage, spätgotische Reste der Ringmauer, des Palas, zweier Bastionstürme (16. Jahrhundert ?), Fundamente des sogenannten Knechthauses und Treppenturm, Gurtbogen eines Kellergewölbes bezeichnet 1536, Rundturm, Umbau eines Vorwerks; Zeugnis der Reichs- und Landesgeschichte des 12. bis 17. Jahrhunderts und des staufischen und spätmittelalterlichen Burgenbaus | weitere Bilder Fotos hochladen |
| Denkmalzone Jüdischer Friedhof Marienthal | nördlich des Ortes an der K 37 Lage | 1850    | 1850 angelegtes, um 1913 erweitertes trapezförmiges Areal; 36 Grabsteine bis 1932 | BW                             |

## Einzeldenkmäler
| Bezeichnung                  | Lage                               | Baujahr         | Beschreibung | Bild            |
| ---------------------------- | ---------------------------------- | --------------- | --- | --------------- |
| Protestantischer Glockenturm | Friedhofstraße Lage                | 1886            | Sandsteinquaderbau mit Spitzhelm, 1886, Architekt Julius Huth, Kaiserslautern; orts- und landschaftsbildprägend | Fotos hochladen |
| Ortsbefestigung              | Hauptstraße und Im Winterthal Lage |                 | Reste der spätmittelalterlichen turmbewehrten Bruchsteinmauer; erhalten ein über 100 m langer Mauerabschnitt zwischen den Anwesen Hauptstraße 22 und Im Winterthal 1, kürzere Mauerteile bei Hauptstraße 6 (Reste eine Rundturms) und Im Winterthal 3; seltener Überrest einer Ortsbefestigung im Kreisgebiet | BW              |
| Wegekreuz                    | Hauptstraße Lage                   | 1827            | nachbarocker Sandsteinsockel, bezeichnet 1827, Metallkorpus | BW              |
| Hofanlage                    | Hauptstraße 31 Lage                | 18. Jahrhundert | spätbarocke Hofanlage, 18. Jahrhundert; Doppelwohnhaus, teilweise Fachwerk, Krüppelwalmdach, angeblich von 1713, Wirtschaftsgebäude mit Krüppelwalmdächern | BW              |